# Iron Dames
«Iron Dames» — італійсько-швейцарський автоспортивний проєкт та кінна команда, засновані французькою бізнесвумен Деборою Майєр.  Вони базуються в Цузі, Швейцарія, і здебільшого беруть участь у змаганнях на спортивних автомобілях. «Iron Dames» є дочірньою структурою компанії DC Racing Solutions, якій також належать гоночні команди Prema Racing та Iron Lynx.  
«Iron Dames» не мають власних автомобілів чи механіків у змаганнях з автоспорту, вони передають технічну складову іншим командам та забезпечують їх своїми гонщицями. 

## Історія у автоспорті

### 2018 рік
Компанія Iron Dames була заснована у 2018 році Деборою Майєр з метою підтримки та просування жінок в автоспорті. Першими гонщицями проєкту Рахель Фрей, Мішель Гаттінг та Мануела Гостнер, які взяли участь у перегонах 12 Hours of Dubai та посіли друге місце в класі GT3 Pro-Am (дев'яте місце в загальному заліку). 

### 2019 рік
Команда дебютувала в Європейській серії Ле-Ман, де виступала під назвою Kessel Racing. 

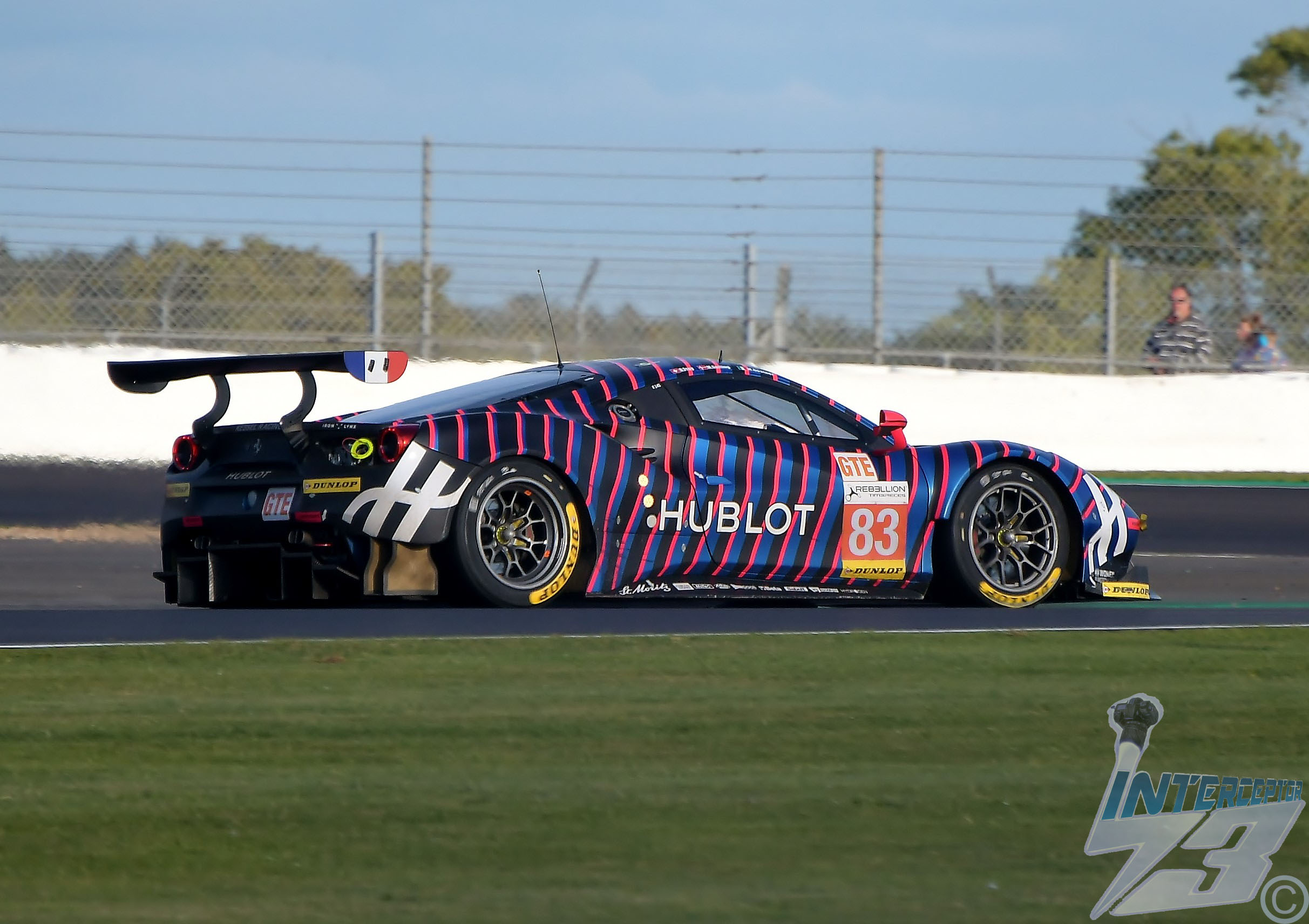
Мануела Ґостнер за кермом Ferrari 488 GTE Evo в Європейській серії Ле-Ман 2019 року

У Європейській серії Ле-Мана автомобіль №83 «Iron Dames» посів 4-те місце, а автомобіль №60 «Iron Lynx» – 6-те, при тому, що обидві команди протягом сезону займали місця на подіумі двічі. У 24 годинах Ле-Мана автомобіль №83 посів 9-е місце у своєму класі, а автомобіль №60 – 13-е.

### 2020 рік
2020 рік став першим, коли команда виступала під назвою Iron Lynx. У Європейській серії Ле-Ман вони заявили екіпаж №83 у складі Рахель Фрей, Мішель Ґаттінґ та Мануели Ґостнер. Ґаттінґ та власниця команди Дебора Майєр об'єдналися для участі в Кубку Ле-Мана, що стало першою повністю жіночою парою в серії, і до них приєдналися чинні чемпіони Джакомо Піччіні та Ріно Мастронарді.  Команда брала участь у Ferrari Challenge Europe впродовж двох етапів під іменем Iron Lynx – Scuderia Niki Hasler. Мішель Ґаттінґ змагалася у класі Pro, а Клаудіо Ск'явоні змагався у класі Pro-Am. 
Команда заявила автомобіль на 24 години Ле-Ман у повністю жіночому складі: Фрей, Ґаттінґ та Ґостнер посіли 9-те місце у класі LMGTE Am.

### 2021 рік

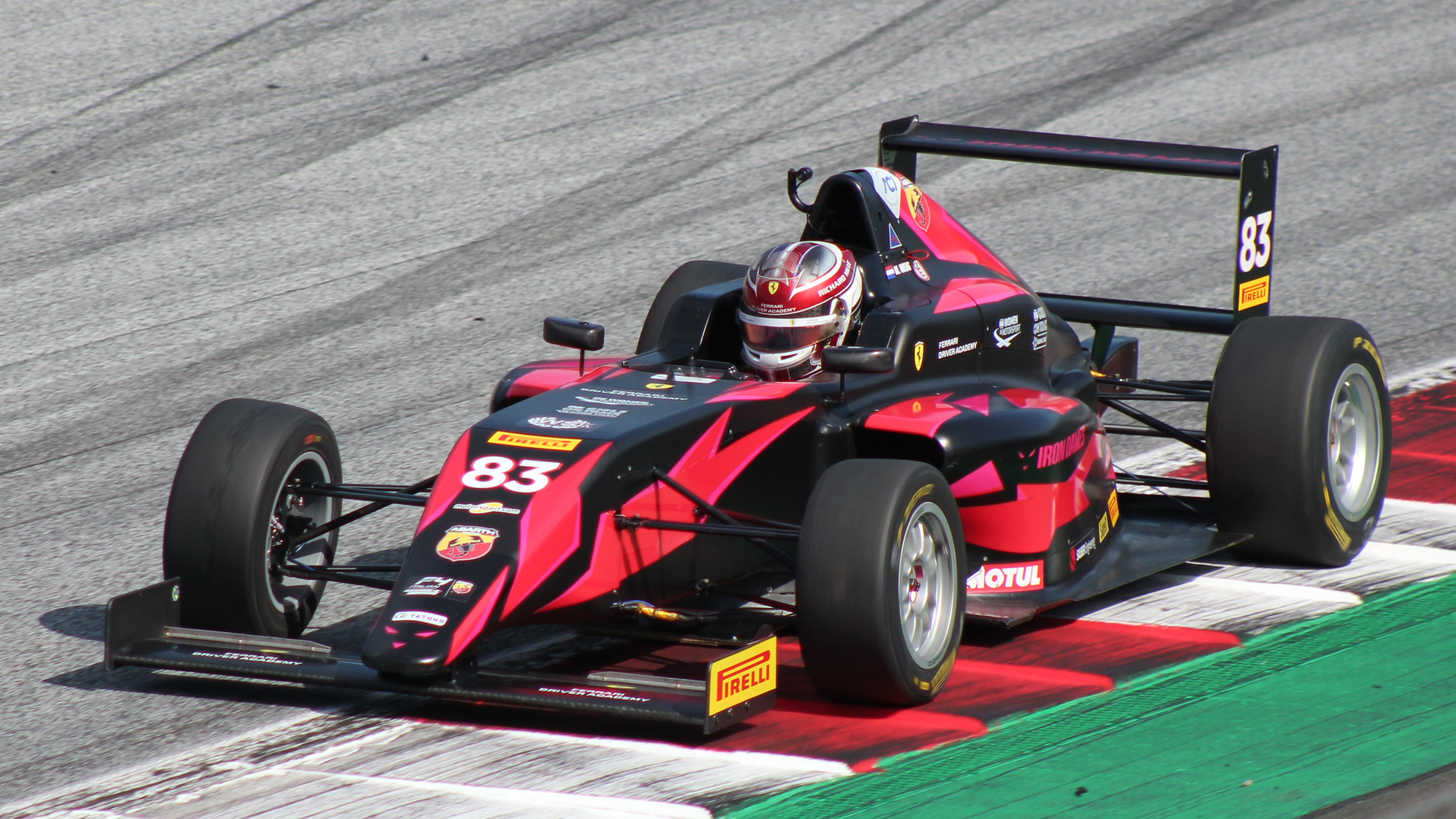
Майя Вьоґ за кермом на трасі Red Bull Ring під час чемпіонату Італії F4 2021 року.

#### Європейська серія Ле-Ман
Колишню пілотесу W series Есмі Гокі було оголошено разом із Фрей та Ґаттінґ учасницею Європейської серії Ле-Ман 2021 року в класі LMGTE, однак невздозі її було відсторонено від змагань ще до першого етапу через те, що її менеджер Марк Бланделл надав команді некоректну ліцензію.  Спочатку Гокі замінили на Ґостнер, а потім сезон завершила ще одна колишня учасниця W Series Сара Бові, яка дебютувала у складі команди в Le Mans Cup. 20 листопада 2021 року Мішель Ґаттінґ стала першою жінкою-чемпіонкою Ferrari Challenge.   

#### Італійська F4
Команда та Iron Lynx підписали контракт з Майєю Вьоґ для участі в Італійській F4 2021 року.  Вьоґ успішно успішно дебютувала: тричі піднялася на подіум і завершила сезон на сьомому місці в загальному заліку.

### 2022 рік

Автомобіль «Iron Dames», за кермом якого Рахель Фрей, Сара Бові та Мішель ґаттінґ на 24 годинах Ле-Ман 2022 року.

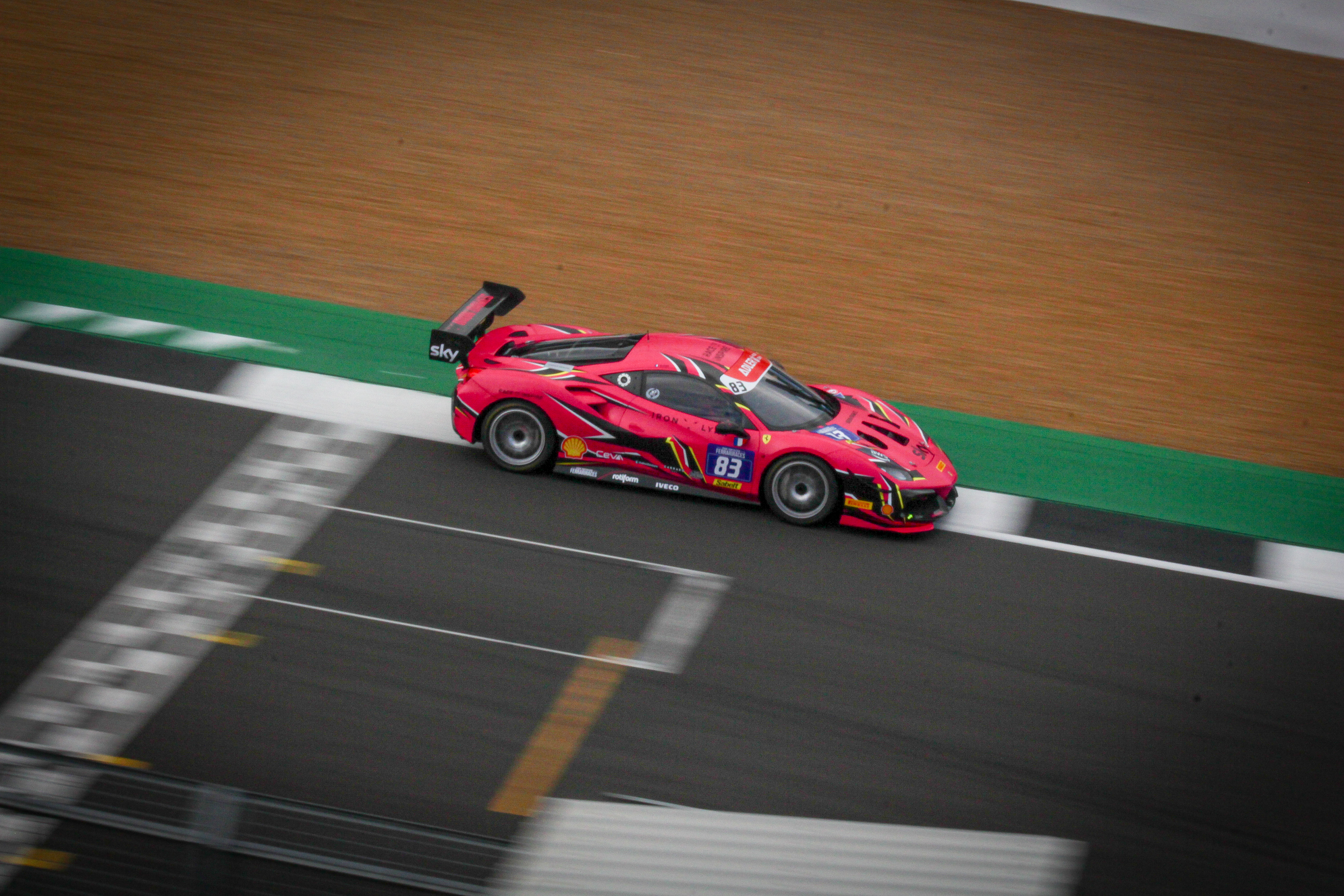
Доріан Пан здобуває перемогу у гонці Ferrari Challenge у Сільверстоуні.

12 січня 2022 року Iron Dames оголосили про свій дебют у класі GTE Am Чемпіонату світу з гонок на витривалість (WEC) у 2022 році . Вони виступали на Ferrari 488 GTE Evo, а в екіпажі №85 Iron Dames була Рахель Фрей. Iron Dames почали виступати під власною ліцензією, заявивши команду у складі Фрей, Ґаттінґ та Сари Бові для участі у WEC, Європейській серії Ле-Ман (ELMS) та Gold Cup у GTWC Europe. Команда також розпочала підтримку пілотів у Формулі-4 та картингу, а Майя Вьоґ представляла команду у деяких етапах Формули-4 ADAC, а також провела повний сезон в італійській Формулі-4. 
Вони заявили автомобіль у категорії LMGTE на 24 години Ле-Ман, де найкращим результатом стало 7-ме місце у класі для екіпажу №85 Iron Dames.  Сара Бові стала першою жінкою в історії WEC, якій вдалося вибороти поул-позицію, здобувши перше місце у кваліфікації як у Монці, так і в Бахрейні.   Три подіуми в серії допомогли команді «Iron Dames» посісти третє місце в категорії GTE Am. У сезоні GTWS Europe команда посіла друге місце у Gold Cup, здобувши перемогу у класі на 24 годинах Спа та поул-позицію у фінальній гонці в Барселоні.  У Європейській серії Ле-Ман екіпаж №85 здобув перемогу у класі та, в підсумку, третє місце у чемпіонаті команд LMGTE.   Доріан Пан впевнено перемогла у Ferrari Challenge, вигравши дев’ять із чотирнадцяти гонок, тринадцять разів піднявшись на подіум, здобувши десять поул-позицій та показавши одинадцять найшвидших кіл. 

### 2023 рік

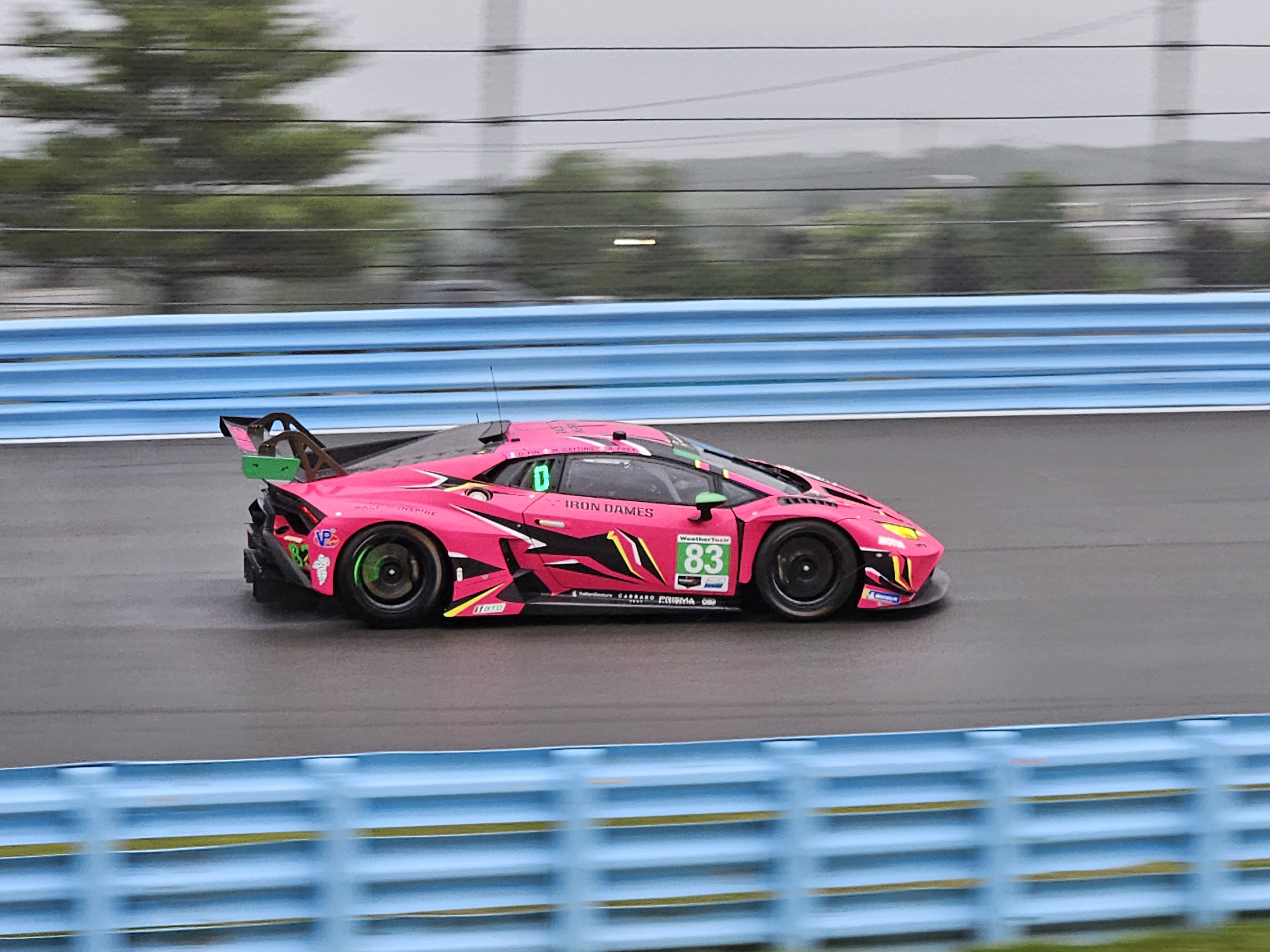
Iron Dames у перегонах "6 годин Глен" 2023 року.

На 8-годинній гонці Бахрейну 2023 року Iron Dames стала останньою командою, яка здобула перемогу у класі LM GTE на Чемпіонаті світу з гонок на витривалість FIA . Їхній екіпаж – Сара Бові, Мішель Гаттінг та Рахель Фрей вперше в історії FIA WEC здобув перемогу у складі повністю жіночої команди. 